# Боркин, Василий Васильевич
Василий Васильевич Боркин (1896—1974) — советский скульптор-керамист.

## Биография
Василий Боркин родился в 1896 году. В 1929 году окончил московский Вхутеин. В 1929—1930 годах работал на Дмитровском фарфоровом заводе, где выполнил несколько моделей для тиражирования. В 1931 году работал в Бюро изобретательства Государственного экспериментального института силикатов. В том же году перешёл на завод имени Бухарина в Замоскворечье.

## Работы
Статуэтки
- Тракторист (бисквит, 1931—1932, музей Дмитровского фарфорового завода)[2]
- Гончар (бисквит, 1930—1931, музей Дмитровского фарфорового завода)[2]
- Кузнец (бисквит, 1930—1931, ВМДПНИ)[2]
- Каменщик (бисквит, 1930—1931, ВМДПНИ)[2]
- Сибирский партизан (бисквит, 1930, ВМДПНИ)[2]
- Поломойка (бисквит, 1930, ВМДПНИ)[2]

Рельефы
- Керамические рельефы для здания Кожевнических бань (1931—1933, совместно с З. В. Васильевой и А. Б. Траскуновым)[1]
- Барельеф «Футболисты» для стадиона (1936)[3]

## Оценки
По словам искусствоведа М. М. Силиной, панно В. В. Боркина на здании Кожевнических бань «продолжало традицию, наиболее ярко представленную монументальными керамическими произведениями французского скульптора эпохи боз-ар Александра Шарпентье (рельеф на здании на площади Сципион, 1897, Париж). Для Шарпентье, а вслед за ним для В. В. Боркина были важны документальная достоверность, классический порядок повествования».
Искусствовед С. М. Ромов так отзывался об этой работе В. В. Боркина: «При несомненном чувстве ритма и пластики он дал чёткий образ центральной фигуры с большой выразительностью и выполнил барельеф обычными скульптурными приёмами, которые он дополнил затем по принципу натуралистической раскраски или нанесения локального цвета. Художник видимо ещё не успел настолько овладеть материалом, чтоб подчинить его своим намерениям и сюжетному идейному замыслу».